# Центральноафриканская зона сдвига

Центральноафриканская зона сдвига

Рифты Судана и Кении

Центральноафриканская зона сдвига (ЦАЗС) (англ. Central African Shear Zone, CASZ) — система разломов, простирающаяся от Гвинейского залива через Камерун до Судана. Границы зоны сдвига не очень хорошо изучены.

## Описание
Зона сдвига существует по крайней мере 640 миллионов лет. Сдвиг по зоне происходил при распаде Гондваны в юрский и меловой периоды. Некоторые из разломов были обновлены при открытии Южной Атлантики в меловой период.
Разлом Пернамбуку в Бразилии является продолжением зоны сдвига на запад. В Камеруне ЦАЗС пересекает поднятие Адамава, образование после мелового периода. Прогиб Бенуэ лежит на север, а зона сдвига Фумбан — на юг от ЦАЗС. Вулканическая активность происходила вдоль большей части Камерунской линии 130 млн лет назад. В мезозойский и третичный периоды движение рифтового бассейна произошло в центральной части Камеруна, на севере Центральноафриканской Республики и в южной части Чада.